# Марсио Соуза да Сильва
Марсио Соуза да Сильва (порт.-браз. Marcio Souza da Silva или просто Марсио Соуза; род. 14 января 1980 год, Сан-Жуан-ди-Мерити, Рио-де-Жанейро, Бразилия) — бразильский футболист, полузащитник.

## Клубная карьера
В Бразилии играл за «Энтрерриэнсе» (2004), «Мескиту» (2008) и «Нова-Игуасу» (2009). С 2006 по 2009 годы выступал за клуб «Персела Ламонган». В сезоне 2009/2010 помог «Семен Падангу» выйти в индонезийскую Супер-Лигу. С 2010 по 2011 годы играл за «Дельтрас», далее выступал за команду «Арема Индонезия». В 2012 году играл за «Персиб Бандунг». С 2012 по 2013 годы позащищал цвета клуба «Персеман Маноквари». Завершил карьеру в Малайзии в клубе «Тренгану».

## Личная жизнь
В 2010 году принял ислам, заявив, что молится вовремя, даже если находится в пути.. 6 июля 2016 года арестован в Белфорд-Рошу по подозрению в организации договорных матчей.